# Suzanne Jannin
Suzanne Henriette Jannin (Belleville-sur-Meuse, 28 luglio 1912 – Lilla, 10 luglio 1982) è stata un medico e aviatrice francese.

## Biografia
Dopo la scuola superiore studiò chirurgia dentale a Nancy  Nel 1939, prese lezioni di volo alla scuola di pilotaggio Nancy-Tomblaine e si formò come pilota su Potez 43. La sua famiglia fu smembrata dalla mobilitazione generale.
La Jannin ritrovò il padre a Verdun, il fratello fu fatto prigioniero alla linea Maginot.
Lo studio dentistico della Jannin, aperto a Verdun, divenne uno dei centri della resistenza della città. Con la morte del padre, Jannin ereditò la sua azienda di commercio del carbone. Ebbe così modo di pagare operai sfuggiti alla precettazione nazista, che richiedeva ai francesi di lavorare in Germania e li nascose in una cava di carbone in un tratto di bosco adiacente alla galleria Tavannes, luogo che divenne tristemente noto perché nel 1944 vi furono scoperti, in una fossa comune, i resti di diversi uomini uccisi dalla Gestapo.
Dal 1943 la Jannin combatté con le Forces françaises de l'intérieur (FFI) della regione C della Mosa con il grado fittizio di tenente ed lo pseudonimo di "Michèle", sotto gli ordini del colonnello Grandval detto "Planète". Nella primavera del 1944,si unì ai resistenti dell'Argonne e diventerà il "docteur Jourdan", collaborando con il dottor Raymond François. Fu anche agente di collegamento fra lo stato maggiore regionale della Resistenza e i capi dei gruppi della Mosa. Ospitò i paracadutisti americani e inglesi (ciò le valse il ringraziamento ufficiale del governo di Sua Maestà Britannica nel 1949), aiutandoli a raggiungere la frontiera svizzera da Verdun. Usando il suo lavoro di dentista come copertura, trasportò documenti, informazioni, armi e munizioni, rifornendo i resistenti nascosti nel maquis e fabbricò timbri falsi del Reich per realizzare finti documenti d'identità. Il giorno prima della liberazione della Francia, avvertita da una vicina, sfuggì a una pattuglia tedesca che aveva identificato la sacca di resistenza.
Nel mese di ottobre 1944, divenne la madrina del 150º reggimento di fanteria. Nominata luogotenente nel settembre 1944, entrò nel corpo delle Ausiliarie femminili dell'esercito (AFAT) il 1º gennaio 1945 e ne assunse la direzione. Dal 6 maggio al 15 agosto 1945, Suzanne Jannin riportò in patria dalla Germania 38 autoveicoli e 650 prigiornieri, tra i quali suo fratello. Per questa serie di operazioni, viaggiò dal Tirolo a Salisburgo, fino a Linz e alla frontiera russa.
Dopo la guerra prese il brevetto di volo militare nel 1949 e prestò servizio in Indocina tra il 1950 e il 1956 come pilota di un Morane-Saulnier MS.500 per l'evacuazione dei feriti all'interno della Squadriglia ELA52. Compì 286 missioni.
Le sue attività come resistente durante la seconda guerra mondiale le valsero la Medaglia della Resistenza, la Medaglia dell'Aeronautica e la Croce di Guerra. Fu decorata con la Legion d'onore.
Si congedò dall'Armée de l'air nel 1957 con il grado di comandante pilota. In seguito riaprì uno studio come dentista. Sposò Charles Delvoye, ex pilota delle FAFL.